# California (песня)
«California» (рус. Калифорния) — третий сингл французской певицы Милен Фармер с четвёртого студийного альбома «Anamorphosee», записанный в 1995 году и официально вышедший 26 марта 1996 года. На эту песню был снят дорогостоящий видеоклип американским киносценаристом и режиссёром Абелем Феррарой, в котором Фармер предстаёт в образе и буржуазной женщины, и проститутки.

## Происхождение сингла и релиз
Милен хотела выпустить «California», одну из самых дерзких песен альбома, в период начала продаж Anamorphosée. Однако первоначальная задумка не состоялась, и релиз в качестве третьего сингла произошёл спустя пять месяцев после выхода альбома. На то же время пришлась и широкая радиоротация трека. Большинство поклонников считают эту песню наиболее символичной в карьере певицы. «California» была издана в качестве CD-сингла, который распространялся ограниченным релизом в форме триптих-диджипак, а также CD maxi, содержащим шесть треков. Последний уникален в своем роде, поскольку компания Universal периодически его переиздает под лейблом «мини-альбома». «California» был также выпущен в Германии с обновленной белой обложкой. Ремиксы к песни были записаны благодаря совместным усилиям Лорана Бутонна, Бертрана Шатене («LAPD remix» и «wandering club mix») и разных диджеев: Ники Газолино (Niki Gasolino), Питера Паркера (Peter Parker), Нильса Рузика (Nils Ruzicka) и Рамона Зенкера (Ramon Zenker). Две версии промо-CD попали на радиостанции 29 февраля 1996 г. Один из них, luxurious-издание, изображает абрис Милен. Дизайнер Генри Ной особенно гордится созданием этой обложки.
Оригинальная версия песни доступна в альбоме Anamorphosée; укороченная радио-версия — на сингле. Несмотря на хронологию выходов синглов, песня в альбоме занимает первое место, до «XXL» и «L’Instant X». На трек в 2003 г. выпустили ремиксы от Ромэна Трэнчарта (Romain Tranchart) и Роумена (Rawman) для сборника RemixeS.

### Лирика и музыка
«California» — вторая песня Фармер, после «Beyond My Control», название которой дано на английском языке. Лирика песни во многом меланхолична — она описывает любовь к Лос-Анджелесу и затрагивает тему дороги, пути. В начале трека звучат разные «посторонние» звуки улицы: стрекотание сверчков, зажигание, хлопающая дверь, английская речь по рации, сирена полицейской машины. Фармер упоминала, что если бы жизнь началась сначала, то она хотела бы жить в Америке. У песни своеобразный «размеренный ритм» и «англосаксонское звучание». Лирика песни основана на «англицизмах и ономатопеи». Психолог Hugues Royer высказывался об этой песни как о «символе перерождения через изгнание».

Песня обладает изящным словарным запасом, в котором прослеживается игра слов на французском и английском языках. В треке присутствуют различные литературные отсылки, так фраза «Наступает ночь, и пробил час, и я слабею / От безразличия и инертности в которых нахожусь» 
 фонетически и по смыслу подражает французскому стихотворению «Мост Мирабо» Гийома Аполлинера, в котором есть строфа «Пробил час, наступает ночь/ Я стою, дни уходят прочь».

## Видеоклип

### Производство и сюжет
Режиссёром клипа стал Абель Феррара. Первоначально продюсер Анук Нора (Anouk Nora) непосредственно договаривался с клипмейкером о съемках. Однако какого-либо консенсуса они не достигли. Фармер постоянно поддерживала контакт с будущим режиссёром, который заинтересовал её после выхода фильма «Опасная игра» с Мадонной в главной роли. В своих интервью Милен заявила, что звонила Абелю много раз, прежде чем они встретились в Нью-Йорке. Там они обговорили её роль проститутки и вместе написали сценарий для клипа. На видео, которое длится 5 минут и 18 секунд, компания Requiem Publishing production в общей сложности потратила порядка 600 тысяч евро (700 тысяч долларов). Видео стало самым дорогим клипом года и снималось в течение трех дней и двух ночей в Лос-Анджелесе на бульваре Сансет. Феррара был удивлен и озадачен настойчивостью Фармер, поскольку она предложила 200 000 долларов за съемку трехминутного клипа, формат которого в конечном итоге трансформировался в короткометражный фильм. Феррара выразил большое уважение к профессионализму Фармер.
Фармер появляется в клипе в двух образах: как женщина из высшего общества и как уличная проститутка. Партнёром певицы в клипе был американский телеактёр Джанкарло Эспозито, который одновременно играл две роли: любовника и сутенёра. Проститутки, фигурирующие в клипе — не актрисы, а реальные представительницы своей профессии. Фармер обсудила свой образ с ночными бабочками и заявила: «Свобода для меня — сука, которая занимается проституцией на бульваре Голливуда. В каждом из нас есть пошлая сторона, которую мы подавляем. Секс — неотъемлемая часть нашей жизни». Милен призналась, что полюбила эту роль. Абель Феррара вспоминал, что Фармер впоследствии поблагодарила его за профессиональную работу. Джанини говорил: «Я влюбился в Милен. Она по-настоящему талантлива, Франция восторгается ею. В США её называют французской Мадонной. И это действительно так. Она умная, блестящая и очаровательная. Работать с ней было сплошным удовольствием».
В начале видео молодая и богатая пара готовятся к официальному приёму. Эспозито жестами критикует Фармер за её наряд, и сам подбирает ей новое платье. Тем временем двойница Фармер в образе проститутки приходит в мотель к своему сутенёру. Она встает в эффектные сексуальные позы, жуёт жвачку и курит. Сутенёр начинает к ней приставать, но Милен отвергает его, показывая жест средним пальцем. Милен в образе леди целуется со своим партнёром. То же самое делает Милен-проститутка с сутенёром. Обе пары, в порыве страсти, раздеваются. Далее Милен в образе буржуазной женщины едет вместе с Эспозито на чёрном кабриолете Jaguar XJ-S. Крупным планом показываются огромные вывески с рекламой парфюма Estée Lauder, ресторана McDonald’s, сигарет Marlboro и других. Камера захватывает панель, на которой проститутки разных возрастов и внешности зазывают клиентов. Среди ночных бабочек присутствует двойница Милен. Проезжающая мимо Милен-леди замечает своего двойника и просит Эспозито остановить автомобиль. Сутенёр начинает ссориться с зазевавшейся Милен-проституткой и угрожает ей ножом. Эспозито не останавливает автомобиль, Милен пытается выйти из машины, но ей это не удается. В следующей сцене показан официальный приём, где богатой и улыбающейся паре аплодируют. Милен, утомившись уходит в уборную. Там она переодевается в проститутку. Выбравшись на улицу, Милен видит своего мертвого двойника, которого санитары увозят на носилках. Сутенёр замечает новенькую и уводит её в мотель. Во время занятия любовью Милен достает заколку и наносит несколько ударов по Эспозито, отомстив за убитую проститутку.
Во Франции клип достиг седьмой позиции в чарте «Syndicat National de l’Edition Phonographique», продажи составили 110 тыс. экземпляров.

## Кавер-версии
В 2004 году, Седрик (Cedric), малоизвестный певец, участвовавший в программе на радиостанции NRJ перепел песню в стиле R&B. Кавер не выпускался в качестве сингла.

## Список композиций
Ниже приведен список треков и сингл-релизов «California»:
- CD single / CD single -Digipack

| №  | Название                                  | Длительность |
| -- | ----------------------------------------- | ------------ |
| 1. | «California» (radio edit)                 | 3:58         |
| 2. | «California» (Ramon Zenker's radio remix) | 3:55         |

- CD maxi — Digipack

| №  | Название                                     | Длительность |
| -- | -------------------------------------------- | ------------ |
| 1. | «California» (radio edit)                    | 3:58         |
| 2. | «California» (Megalo Mania remix)            | 6:47         |
| 3. | «California» (wandering mix)                 | 6:10         |
| 4. | «California» (L.A.P.D club remix)            | 6:55         |
| 5. | «California» (Ramon Zenker's extended remix) | 5:55         |
| 6. | «California» (Gaspar Inc. remix)             | 5:20         |

- 12" maxi — Disc 1

| №  | Название                          | Длительность |
| -- | --------------------------------- | ------------ |
| 1. | «California» (radio edit)         | 3:58         |
| 2. | «California» (Megalo Mania remix) | 6:47         |
| 3. | «California» (wandering mix)      | 6:10         |

- 12" maxi — Disc 2

| №  | Название                                     | Длительность |
| -- | -------------------------------------------- | ------------ |
| 1. | «California» (L.A.P.D club remix)            | 6:55         |
| 2. | «California» (Ramon Zenker's extended remix) | 5:55         |
| 3. | «California» (Gaspar Inc. remix)             | 5:20         |

- Digital download

| №  | Название                                       | Длительность |
| -- | ---------------------------------------------- | ------------ |
| 1. | «California» (album version)                   | 4:59         |
| 2. | «California» (1996 live version)               | 7:12         |
| 3. | «California» (2000 live version)               | 5:27         |
| 4. | «California» (2006 live version)               | 5:19         |
| 5. | «California» (Romain Tranchart & Rawman remix) | 6:17         |

- CD maxi — Germany

| №  | Название                          | Длительность |
| -- | --------------------------------- | ------------ |
| 1. | «California» (radio edit)         | 3:58         |
| 2. | «California» (Megalo Mania remix) | 6:47         |
| 3. | «California» (wandering mix)      | 6:10         |
| 4. | «California» (L.A.P.D club remix) | 6:55         |

- CD single — Promo / CD single — Promo — Luxurious edition / CD single — Promo — Germany

| №  | Название                  | Длительность |
| -- | ------------------------- | ------------ |
| 1. | «California» (radio edit) | 3:58         |

- VHS — Promo

| №  | Название             | Длительность |
| -- | -------------------- | ------------ |
| 1. | «California» (video) |              |

### Истрия релизов
| Дата          | Лейбл   | Регион           | Формат             | Каталог    |
| ------------- | ------- | ---------------- | ------------------ | ---------- |
| Февраль 1996  | Polydor | Франция, Бельгия | CD single — Promo  | 3302, 3303 |
| Февраль 1996  | Polydor | Франция, Бельгия | VHS — Promo        | —          |
| Февраль 1996  | Polydor | Германия         | CD single — Promo  | 576 096-2  |
| 26 марта 1996 | Polydor | Франция, Бельгия | CD single          | 576 210-2  |
| 26 марта 1996 | Polydor | Франция, Бельгия | 7" maxi            | 576 381-1  |
| 26 марта 1996 | Polydor | Франция, Бельгия | CD maxi            | 521 484-2  |
| Август 1996   | Polydor | Германия         | CD single, CD maxi | 576 097-2  |

### Официальные версии
| Версия                          | Длительность              | Альбом                                 | Ремикс от                                         | Год  | Комментарий |
| ------------------------------- | ------------------------- | -------------------------------------- | ------------------------------------------------- | ---- | --- |
| Album version                   | 4:58                      | Anamorphosée                           | —                                                 | 1995 | Смотри выше |
| Radio edit                      | 3:58                      | —                                      | Лоран Бутонна                                     | 1996 | Короче, чем альбомная версия. В конце трека постепенно снижается уровень громкости звука.                                                                                            |
| Ramon Zenker’s radio remix      | 3:55                      | —                                      | Рамон Зенкер                                      | 1996 | Песня более быстра по темпу, содержит многочисленные повторения фразы «Chah ah ah ah ah», спетой Фармер, посторонние шумы в начале трека удалены.                                    |
| Ramon Zenker’s extended remix   | 5:55                      | —                                      | Рамон Зенкер                                      | 1996 | Эта версия во многом напоминает 'Ramon Zenker’s Radio Remix', однако в ней больше музыкальных партий.                                                                                |
| Megalo Mania remix              | 6:47                      | —                                      | Мега Ло Мания, они же Рамон Зенкер и Нильс Рузик. | 1996 | Это техно-версия песни для дискотек. В начале трека хор спел практически а капелла. Все куплеты удалены.                                                                             |
| Wandering mix                   | 6:10                      | —                                      | Лоран Бутонна, Бертран Шатене                     | 1996 | Версия во многом схожа с оригинальной, с большим количеством повторов фраз «C’est sexy» и «So sex».                                                                                  |
| L.A.P.D. club remix             | 6:55                      | —                                      | Лоран Бутонна, Бертран Шатене                     | 1996 | Представляет собой танцевальный ремикс. Название трека отсылает к Полицейскому Департаменту Лос-Анджелеса. Начальные шумы не удалены, много раз повторяются «C’est sexy» и «So sex». |
| Gaspar Inc. remix               | 5:20                      | —                                      | Гаспар Инк.                                       | 1996 | Инструментальная версия песни, однако сильно отличающаяся от альбомной. Множество раз повторяется слово «Californie» спетая Фармер.                                                  |
| Music video                     | 5:18                      | Music Videos II, Music Videos II & III | —                                                 | 1996 | |
| Live version (записана в 1996)  | 7:30 (audio) 6:52 (video) | Live à Bercy                           | —                                                 | 1996 | Песня начинается с тех же шумов, что и оригинальная версия, с добавлением звука крутящихся лопастей вертолета. В конце трека звучит сирена скорой помощи. (см. 1996 Tour)            |
| Live version (записана в 2000)  | 5:27                      | Mylenium Tour                          | —                                                 | 2000 | Все посторонние звуки удалены. (см. Mylenium Tour (tour)) |
| Album version                   | 4:55                      | Les Mots                               | Лоран Бутонна                                     | 2001 | |
| Romain Tranchart & Rawman remix | 6:17                      | RemixeS                                | Ромэн Трэнчарт и Роумэн                           | 2003 | У песни ускоренный ритм и больше ударных. |
| Live version (записана в 2006)  | 5:19                      | Avant que l'ombre... à Bercy           | —                                                 | 2006 | см. Avant que l'ombre... à Bercy (tour) |
| Live version (записана в 2009)  |                           | N°5 On Tour (DVD)                      | —                                                 | 2010 | См. Mylène Farmer en tournée |

## Участники записи
Ниже приведен список лиц, участвовавших в создании сингла:
- Милен Фармер — текст.
- Лоран Бутонна — музыка.
- Requiem Publishing — издание.
- Polydor — звукозаписывающая компания.
- Клод Гассиан — фотография.
- Com’N.B — дизайн.

## Чарты
| Чарт (1996)                      | Высшее место |
| -------------------------------- | ------------ |
| Belgian (Wallonia) Singles Chart | 22           |
| French SNEP Singles Chart        | 7            |

| Чарт конца года (1996)           | Место |
| -------------------------------- | ----- |
| Belgian (Wallonia) Singles Chart | 86    |
| French Singles Chart             | 63    |

| Страна  | Сертификат | Физических продаж |
| ------- | ---------- | ----------------- |
| Франция | Серебро    | 110 000           |